# Jenny Sjöwall
Jenny Christina Sjöwall (* 17. August 1971 in Karlstad) ist eine ehemalige schwedische Bogenschützin.

## Karriere
Jenny Sjöwall nahm an den Olympischen Spielen 1988, 1992 und 1996 teil. Zudem gewann sie bei den Weltmeisterschaften 1989 in Lausanne zusammen mit Christa Bäckman und Petra Ericsson Silber im Mannschaftswettbewerb. Bei den Europameisterschaften 1992 konnte Sjöwall eine weitere Silbermedaille mit der Mannschaft gewinnen. Ihre letzte internationale Medaille holte sie mit Mannschaftsbronze bei den Europameisterschaften 1998. 
Ihre Zwillingsschwester Ulrika war ebenfalls als Bogenschützin aktiv.